# معاهدة إبرو

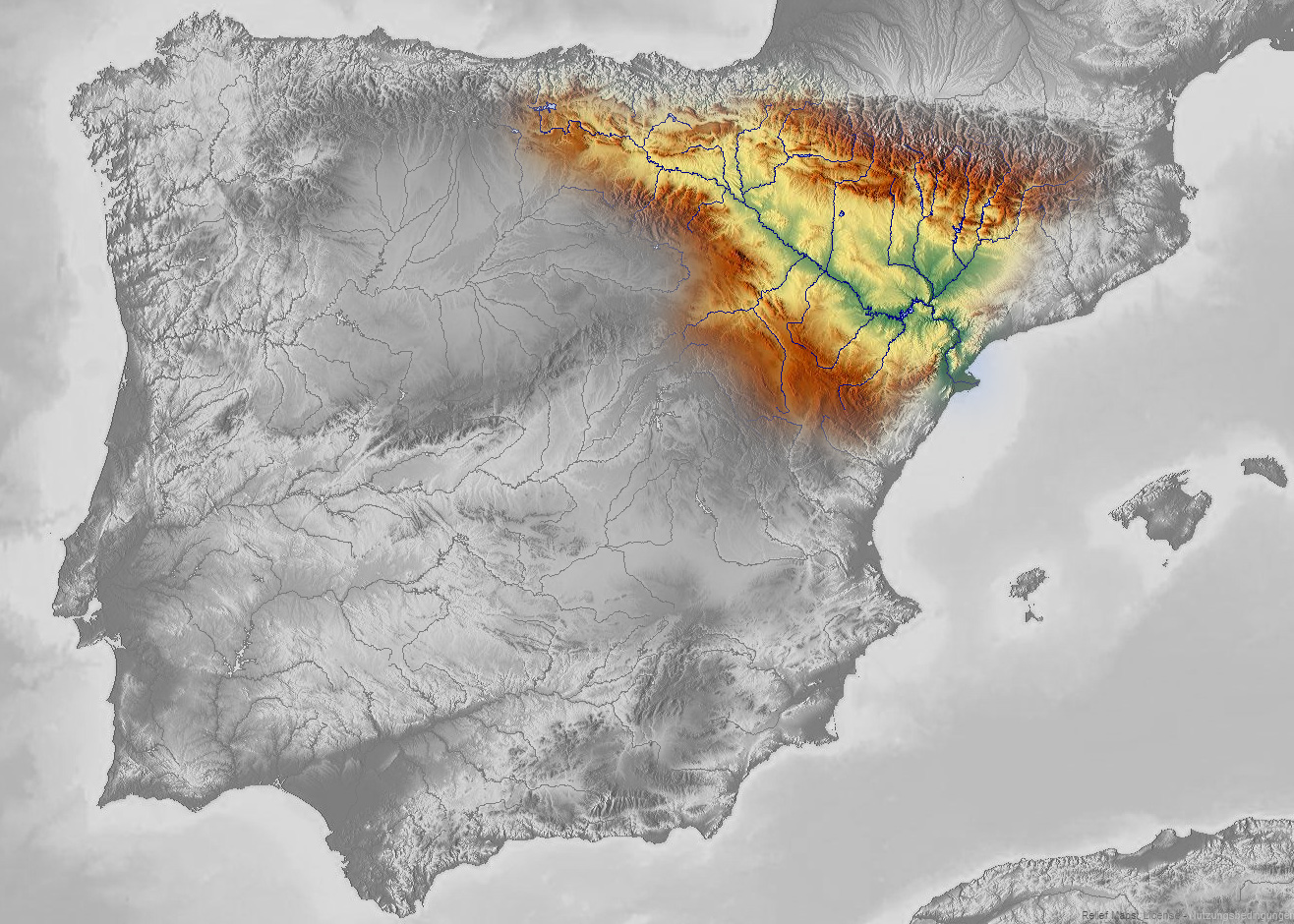

معاهدة إبرو هي معاهدة تم توقيعها في عام 226 قبل الميلاد بين صدربعل ملك قرطاجة والمملكة الرومانية وقد وثقت تلك المعاهدة نهر الابرو في ليبيريا كحد فاصل بين قوn الروم وقرطاجة. قد نصت المعاهدة علي الا تتوسع قرطاجة شمال النهر ما لم تتوسع روما علي جنوبه. وفي وقت غير معلوم لكنة في وقت ما بعد 226 قبل الميلاد أصبحت روما مدمجة مع مدينة ساغونتو جنوب نهر الابرو. يقول بوليبيوس ان القائد القرطاجي هانيبال كان يبحث عن ذريعة للحرب. وبعد استشارة مجلس الشيوخ القرطاجي توجه القائد هانيبال إلى حصار مدينة ساغونتو الذي استمر إلى ثمانية أشهر. بعدما سمع مجلس الشيوخ الروماني عن الحصار قاموا بإرسال السفراء إلى مستشار هانيبال ثم إلى مجلس الشيوخ القرطاجي. في البداية طالب السفراء الرومانيون بتسليم هانيبال لهجومه على مستعمرة رومانية مما رفضه القرطاجيون فقد قالوا ان ساغونتو هم من بدأوا الحرب ولا يوجد أي شيء يدفع الرومانيين لاتهام القرطاجيون. لم يستطع الرومانيون ان ينقذوا مدينة ساغونتو قبل ان تقع في الاسر عام 219 قبل الميلاد وبعد سقوط المدينة بدء الرومان في التحضير إلى الحرب فأرسلوا الرسل مرة ثانية مطالبين بتسليم هانيبال وكل من هو مسؤول عند غرو ساغونتو  ويقول ليفي إنه تم إرسال الرسل مرة ثانية فقط للبدء في الحرب بشكل رسمي مما يعني أن الرومان كانوا متوقعين بشكل كامل تجديد الحرب مع قرطاجة. كان ليفي وبوليبس متواجدين خلال النقاش الثاني بين الرومان وقرطاجة قبل إعلان الحرب. فقد كان في تلك اللحظة التي رفض فيها القرطاجيون في الاعتراف بمعاهدة إبرو وتسليم هانيبال للرومان. قام القرطاجيون بمقارنة تلك المعاهدة بالمعاهدة التي تمت بين كاتلوس وهاميالكار في عام 241 قبل الميلاد فقد ادعو أن الرومانيين رفضوا تلك المعاهدة لأنه لم يكن مصدق عليها من الشعب رفض الرومانيون ذلك النقاش وتم إعلان الحرب في عام 218 قبل الميلاد. وتعرف تلك الحرب حاليا باسم الحرب البونية الثانية والتي تم الانتهاء منها في عام 201 قبل الميلاد.